# Фёдоров, Михаил Альбертович
Михаил Альбертович Фёдоров (укр. Михайло Альбертович Федоров; род. 21 января 1991, Васильевка, Запорожская область, Украинская ССР, СССР) — украинский государственный деятель, политик, IT-предприниматель, основатель цифрового агентства. Вице-премьер-министр — министр цифровой трансформации Украины с 29 августа 2019 до 20 марта 2023 года. с 21 марта 2023 по 17 июля 2025 года — вице-премьер-министр — министр по инновациям, развитию образования, науки и технологий Украины. С 17 июля 2025 года — первый вице-премьер-министр — министр цифровой трансформации Украины.
Народный депутат Украины IX созыва от партии «Слуга народа», однако сложил полномочия в связи с переходом в Кабмин. Член Совета национальной безопасности и обороны Украины (с 19 марта 2021).

## Биография
Окончил факультет социологии и управления Запорожского национального университета, в 2012 году был избран «студенческим мэром».
Также окончил Высшую политическую школу и образовательную школу представителей НАТО на Украине.
Фёдоров занимал должность операционного директора в образовательном проекте для предпринимателей «Суперлюди».
Организатор Facebook Marketing Conf.
С 2015 по 2019 год — основатель и генеральный директор компании SMMSTUDIO. Основная деятельность агентства заключалась в настройке рекламных кампаний в социальных сетях.
В 2014 году на досрочных выборах в Верховную Раду баллотировался как кандидат в народные депутаты от партии «5.10» под номером 166 в списке. На время выборов: физическое лицо-предприниматель, член партии «5.10», проживал в городе Васильевка Запорожской области.
В ходе предвыборной кампании кандидата в президенты Украины Владимира Зеленского в 2019 году был руководителем цифрового направления. После инаугурации был назначен внештатным советником Президента Украины.
На досрочных выборах в Верховную Раду в 2019 году — кандидат в народные депутаты от партии «Слуга народа», № 6 в списке. На время выборов: директор SMMSTUDIO, беспартийный. Проживает в Киеве.
С 29 августа 2019 года занимает пост вице-премьер-министра Украины, министра цифровой трансформации в правительстве Гончарука, а также остался на должности вице-премьер-министра Украины — Министра цифровой трансформации Украины в правительстве Дениса Шмыгаля.
20 марта 2023 года Фёдоров был уволен Верховной радой Украины с должности вице премьер-министра и министра цифровой трансформации Украины. Это было сделано для того, чтобы переназначить Фёдорова на должность вице премьер-министра, а также увеличить его полномочия и обязанности. 21 марта 311 голосами депутатов Верховной радой был утверждён в должности вице-премьер-министра по инновациям, развитию образования, науки и технологий.
16 июля 2025 года Верховная Рада Украины отправила в отставку правительство Шмыгаля. 17 июля 2025 года Верховная рада Украины проголосовал за назначение Фёдорова первым вице-премьер-министром и министра цифровой трансформации Украины в составе правительства Свириденко.

## На посту Министра цифровой трансформации
Министерство цифровой трансформации создано Постановлением Кабинета Министров Украины от 2 сентября 2019 года путём реформирования Государственного агентства по вопросам электронного управления Украины. Михаил Фёдоров стал первым министром новосозданного министерства, а также самым молодым министром в истории украинской политики. Цель министерства — построить цифровое государство и до 2024 года перевести все государственные услуги в онлайн. В марте 2020 по инициативе Фёдорова Кабинет Министров Украины принял решение ввести новую должность руководителя цифровой трансформации во всех государственных органах власти. На уровне государственных органов — это профильный заместитель. Такие позиции появились в каждом министерстве, и появляются в областных администрациях, госкомпаниях, агентствах и других центральных органах исполнительной власти.

### Проекты
Вместе с командой запустил ряд сервисов и проектов, способствующих цифровизации:
- Сервис государственных услуг Дія — портал и приложение, на портале можно получить справку онлайн, проверить реестры, открыть собственный бизнес, оформить помощь при рождении ребёнка, проверить данные о себе в государственных реестрах. С внедрением этого приложения Украина стала первым государством в мире, где цифровой паспорт стал полноценным аналогом бумажного документа[23][24].
- Проект обеспечения украинцев высокоскоростным интернетом. Цель — 95 % украинцев обеспечены интернетом в течение 3 лет[25]. За год были созданы условия для операторов, чтобы вся Украина имела одинаково современный интернет. С июля 2020 телеком операторы начали совместные действия по обмену радиочастот диапазона 900 МГц. Это позволяет вводить связь 4G по всей стране, в том числе в населенных пунктах с численностью населения от 2000 человек, в сельской местности и на автодорогах[26][27].
- еМалятко — комплексная услуга для родителей новорожденных детей[28].
- Проект Дія. Цифровое образование. Имеет онлайн-составляющую — платформу, где размещены бесплатные курсы по цифровой грамотности, и офлайн-составляющую — сеть партнёрских хабов цифрового образования по всей стране, где можно получить доступ к интернету и цифровым гаджетам. Цель проекта — за 3 года научить цифровой грамотности 6 млн украинцев[29]. 21 января 2020 презентовали Национальную онлайн-платформу цифровой грамотности «Дія: Цифрова освіта». Образовательные сериалы с цифровой грамотности разработаны студией онлайн-образования EdEra при поддержке компаний: Google Украина, Microsoft Ukraine, Академия ДТЭК, Лаборатория инновационного развития ПРООН в Украине, CISCO, СҒС Consulting, Освитория, Global Teacher Prize. Техническую поддержку съёмочного процесса обеспечили Huawei Ukraine и компания MOYO[30].
- Платформа Дія. Бизнес для поддержки предпринимателей[31][32].
- Законопроекты Дия. City, предусматривающие увеличение объёма украинского рынка IT вдвое — до $11 800 000 000, а доли ИТ в ВВП страны — до 10 % за 5 лет. Это специальный экономический и правовой режим, который создает одни из лучших условий в мире для ведения бизнеса представителям креативной экономики[33][34][35].
- E-Residency — онлайн-сервисы для иностранцев, предоставляющие им возможность получить удаленный доступ к государственным услугам и вести бизнес на территории Украины из-за рубежа. Открыть визу или банковский счет э-резиденты смогут по упрощенной процедуре удаленно[36]. Первой страной мира, которая позволила иностранным предпринимателям вести за собой бизнес без личного посещения страны, стала Эстония.

### Антикоррупционная деятельность
Благодаря проектам Министерства цифровой трансформации удалось ликвидировать схемы в строительной сфере на 3 млрд грн, а также схему «скрутки» на 2 млрд грн в налоговой сфере. Инициировав партнёрство с Министерством социальной политики, Фёдоров реализует реформу, которая позволит экономить в госбюджете 10 млрд грн в социальной сфере.
В марте 2020 Министерство цифровой трансформации ликвидировало скрипт, который рекомендовал работникам Государственной архитектурно-строительной инспекции из каких застройщиков брать деньги.
В июле 2020 Министерство цифровой трансформации, СБУ, Офис генпрокурора, Государственная налоговая служба и Государственная служба финансового мониторинга остановили противоправный механизм формирования сумм налоговых кредитов по НДС для предпринимателей. После ликвидации схемы в госбюджет за два месяца поступило дополнительно 9 млрд гривен.
21 марта 2023 года, в первый день своего назначения Фёдоров рассказал журналистам о реформах, которые он хочет провести, и его мнение о ситуации в Украине и мире.

## Признание
- В 2020 году был включён в украинскую версию списка «Forbes 30 Under 30» как молодой визионер[40].
- Kyiv Post «30 under 30» 2019, куда ежегодно попадают молодые украинские лидеры[41].
- В 2022 году был включён в ежегодный рейтинг Time 100 Next, который определяет самых влиятельных людей, которые меняют будущее мира[42].

## Награды
- Red Dot за UX/UI портала Дия[43].
- Вместе с командой, которая в предвыборном штабе Владимира Зеленского отвечала за цифровое направление, победил в 7 номинациях ежегодной премии Европейской ассоциации политических консультантов (EAPC) Polaris Awards, а именно: «Кампания в социальных медиа», «Лучшее вебвидео», «Лучшее использование отрицательного или контрастного», «Креативное использование данных / метрик / аналитики», «Лучший вебсайт», «Диджитал-кампании», «Лучшее использование юмора»[44][45][46].
- Орден «За заслуги» III степени (2022)[47].

## Личная жизнь
Женат на Федоровой (в девичестве Карпенко) Анастасии Владимировне. Супруга также училась в Запорожском национальном университете, но на другом факультете. В 2017-м у пары родилась дочь Мария.